# Sylva Schüler
Sylva Schüler (* 21. Oktober 1926 in Magdeburg) ist eine deutsche Schauspielerin, Programmsprecherin und  Moderatorin.

## Leben
Schüler studierte von 1945 bis 1947 am Magdeburger Schauspielstudio. Bis Anfang der 1960er-Jahre war sie an Theatern in Magdeburg und Halle (Saale) beschäftigt und gab Gastspiele an der Berliner Volksbühne. Seit der zweiten Hälfte der 1950er-Jahre arbeitete sie aber hauptsächlich für das Fernsehen. Große Hauptrollen hatte sie beispielsweise in dem Mehrteiler Die Flucht aus der Hölle (1960) und in dem Fernsehfilm Die Liebe und der Co-Pilot (1961). Ein schwerer Verkehrsunfall im Jahr 1965, bei dem mit Manfred Raasch und Günther Haack zwei Künstlerkollegen ums Leben kamen, zwang sie allerdings aus gesundheitlichen Gründen dazu, nur noch kleinere Rollen anzunehmen. So war sie in etlichen Produktionen des Hallenser Fernsehtheaters Moritzburg zu sehen.

## Filmografie
- 1955: Pedagogitscheskaja Poem
- 1957: Die Glocke von Uville (TV)
- 1957: Abenteuer auf dem Mond (DEFA Produktionsgruppe Das Stacheltier)
- 1958: Hexen von Paris (TV)
- 1959: Der Augenzeuge
- 1959: Das zweite Studium
- 1959: Bevor der Blitz einschlägt
- 1959: Das Haus voller Leichen (TV)
- 1959: Der Weihnachtsmann lebt hinterm Mond (TV)
- 1960: Der Henker richtet (TV)
- 1960: Seilergasse 8
- 1960: Die letzte Chance (Flucht aus der Hölle; TV-Serie)
- 1960: Der Tod hat viele Hände (Flucht aus der Hölle; TV-Serie)
- 1960: Der Weg nach Tunis (Flucht aus der Hölle; TV-Serie)
- 1961: Die Liebe und der Co-Pilot
- 1961: Modell Berta (TV)
- 1961: Premiere im Admiralspalast (TV)
- 1961: Justizmord (TV)
- 1962: Tempel des Satans (1. Teil; TV-Serie)
- 1962: Tempel des Satans (2. Teil; TV-Serie)
- 1962: Tempel des Satans (3. Teil; TV-Serie)
- 1962: Wenn ein Marquis schon Pläne macht (TV)
- 1963: Komm mit mir nach Montevideo
- 1963: Top Secret (TV)
- 1963: Der arme Jonathan (TV)
- 1964: Die Maskierten (TV)
- 1964: Reizende Leute (TV)
- 1965: Messeschlager Gisela (TV)
- 1965: Ja, die Familie (TV)
- 1965: Die unmögliche Frau
- 1965: Nichterfasstes Zimmer zu vermieten (TV)
- 1968: Heroin
- 1969: Um vier kommt Irene (Fernsehtheater Moritzburg)
- 1969: Die Überwindung (Fernsehtheater Moritzburg)
- 1970: Strafversetzt (Der Staatsanwalt hat das Wort; TV-Serie)
- 1970: Der schein trügt (TV)
- 1971: KLK an PTK – Die Rote Kapelle (TV)
- 1972: Herren im Haus (Fernsehtheater Moritzburg)
- 1972: Schöner Urlaub (Fernsehtheater Moritzburg)
- 1972: Kinder, Kinder ... (Fernsehtheater Moritzburg)
- 1973: Bitte, recht freundlich! (TV)
- 1974: Maria und der Paragraph (TV-Serie)
- 1974: Die Frauen der Wardins (Fernseh-Dreiteiler)
- 1974: Wie sag ich’s meinen Kindern? (TV)
- 1975: Fischzüge (Fernsehfilm)
- 1976: Felix kauft ein Pferd (Der Staatsanwalt hat das Wort; TV-Serie)
- 1976: Ein altes Modell
- 1976: Oh, diese Tiere (TV)
- 1977: Verfolgung (TV)
- 1977: Der graue Hut (TV)
- 1978: Kur-Schatten (Fernsehtheater Moritzburg)
- 1978: Ein Kolumbus auf der Havel (TV)
- 1978: Ich bin nicht meine Tante (TV)
- 1979: Kille, Kille Händchen (TV)
- 1980: Glück und Glas (TV)
- 1980: Nicht verzagen, Trudchen fragen (TV)
- 1986: Das Eigentor (TV)
- 1987: Die lieben vier Wände (Schauspielereien; TV-Serie)
- 1988: Ein gelungener Abend (Zahn um Zahn – Die Praktiken des Dr. Wittkugel; TV-Serie)
- 1988: Katrin (TV)
- 1989: Der Schlüssel zum Glück (TV)
- 1990: Klein, aber Charlotte (3. Folge; TV-Serie)